# Anoplognathus porosus
Anoplognathus porosus is een kever uit de familie bladsprietkevers of Scarabaeidae. Deze soort heeft nog geen Nederlandse naam, de Engelsen noemen deze soort ook wel kerstkever (christmas beetle).

## Algemeen
Deze naam dankt de kever aan het feit dat de volwassen dieren rond de kersttijd uit de pop komen en maar kort leven. De vaak geelgekleurde kevers eten van eucalyptusbladeren in bomen en lijken dan met enige fantasie op kerstballen. Er zijn overigens 35 soorten kerstkevers die allemaal in Australië leven maar deze soort is wel de bekendste en komt in veel streken zoals Brisbane nog algemeen voor. Andere soorten zijn meer bruin of groen van kleur, maar enkele hebben een prachtige goudglans. De kever is te vergelijken met de meikevers, die ook slechts kort te zien zijn rond mei. Anoplognathus porosus eet bladeren van de eucalyptus, en is behoorlijk vraatzuchtig; enkele dieren kunnen een hele boom kaalvreten.

## Beschrijving
De kever is geel tot geelbruin van kleur en wordt ongeveer 2,5 centimeter lang. De poten zijn vaak roodbruin gekleurd en het laatste segment is zwart. De twee tasters eindigen in de voor bladsprietkevers karakteristieke waaiervormige reukzintuigen. De ogen zijn opmerkelijk; ze lijken een pupil te hebben door het donkere deel in het midden, dit is op de foto goed te zien. De larve is made-achtig en wit, en heeft een gekromd lichaam. De larve leeft van rottend materiaal onder de grond, maar ook van wortels.